# Wólka (rejon brzeski)
Wólka (biał. Вулька, Wulka; ros. Вулька) – wieś na Białorusi, w obwodzie brzeskim, w rejonie brzeskim, w sielsowiecie Czernawczyce.
W dwudziestoleciu międzywojennym leżała w Polsce, w województwie poleskim, w powiecie brzeskim, w gminie Motykały. Po II wojnie światowej w granicach Związku Sowieckiego. Od 1991 w niepodległej Białorusi.